# Señal de radio de HD 164595

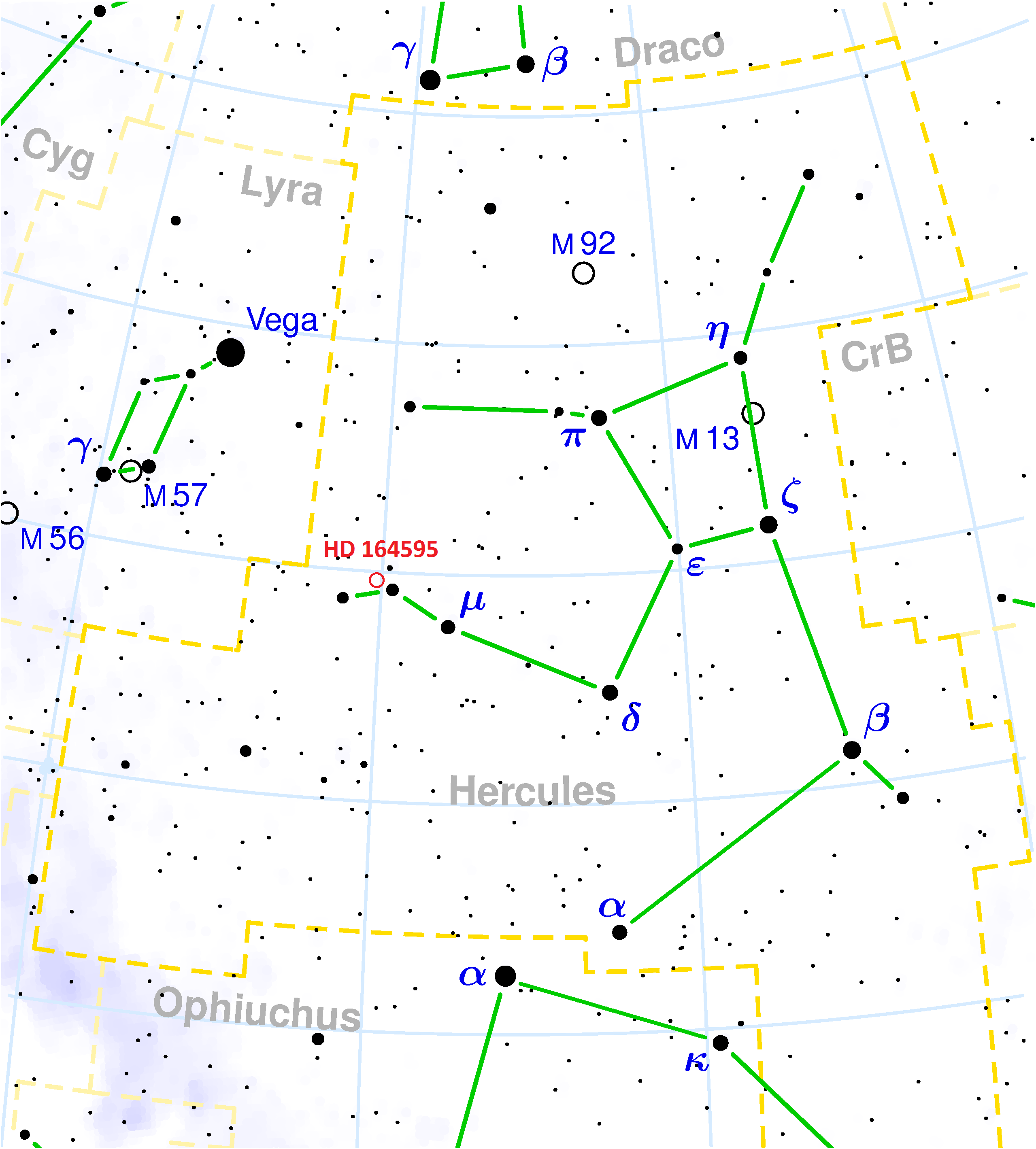
Hércules o Hercules es la quinta en tamaño de las 88 constelaciones modernas. También era una de las 48 constelaciones de Ptolomeo.

El 15 de mayo de 2015, una fuerte señal de radio en 11 GHz (con una longitud de onda de 2.7 cm) fue captada en la dirección de la estrella HD 164595 por un equipo dirigido por Nikolai N. Bursov y Claudio Maccone en el radiotelescopio RATAN-600. La noticia de la recepción de la señal se publicó a fines de agosto del 2016. Esta reserva habría violado el protocolo para estos casos, evitando una corroboración simultánea desde distintos observorios en diferentes países. Aun así, publicada la noticia, diversos equipos se apuntaron a HD 164595 sin obtener resultados anómalos, mientras que a principios de septiembre, una semana después de la publicación, la Academia de Ciencias de Rusia atribuía la señal a un antiguo satélite artificial soviético.

## Detección de la señal
Aunque inicialmente la observación fue realizada únicamente por un equipo en un solo radiotelescopio por unos segundos, al revisar los datos se encontró este importante hallazgo. Aunque las observaciones estaban planificadas para ser presentadas en una conferencia el 27 de septiembre de 2016, se publicó prematuramente por Paul Gilster en su blog del portal Centauri Dreams, el 27 de agosto de 2016.
Discusiones en los medios de comunicación el 29 de agosto de 2016 especularon que la señal podría haber sido emitida desde una antena isotrópica de una civilización extraterrestre Tipo II (véase Escala de Kardashov), ya que la intensidad de la señal demuestra una tecnología más desarrollada que la nuestra, pese a haber sido enviada en el año 1911 teniendo en cuenta la distancia desde la estrella HD 164595 a la Tierra y la intensidad de la señal.
Actualmente, SETI y METI hacen esfuerzos de seguimiento con el radiotelescopio de interferometría de la Matriz de Telescopios Allen y el Observatorio óptico SETI Archivado el 5 de julio de 2016 en Wayback Machine. en Boquete (Panamá).

### Primer informe de SETI y de la Iniciativa Breakthrough Listen
Científicos del Proyecto SETI de la Universidad de California observaron el sistema HD 164595 utilizando el radiotelescopio Green Bank Telescope perteneciente a la iniciativa Breakthrough Listen en los tres días posteriores a la publicación, aunque ninguna señal de radio fue detectada en esa posición y frecuencia.